# Lijst van gouverneurs van Brabant
Dit is een lijst van gouverneurs van Brabant.
Op 1 januari 1995 werd Brabant gesplitst in de provincies Vlaams-Brabant en Waals-Brabant en het arrondissement Brussel-Hoofdstad. Vanaf dan waren er ook drie gouverneurs. Sinds 2014 draagt de gouverneur van Brussel-Hoofdstad echter de titel van hoge ambtenaar.

## Franse Republiek(1792-1804)/Franse Keizerrijk(1804-1814)
Tussen 1800-1814, de Franse tijd, stonden prefecten aan het hoofd van het Dijledepartement.
| Nr. | Perfect | Perfect                                       | Ambtstermijn | Ambtstermijn |
| --- | ------- | --------------------------------------------- | ------------ | ------------ |
| 1   |         | Louis-Gustave Doulcet de Pontécoulant         | 1800         | 1805         |
| 2   |         | François Louis René Mouchard de Chaban        | 1805         | 1808         |
| 3   |         | Frédéric-Séraphin de La Tour du Pin Gouvernet | 1808         | 1813         |
| 4   |         | Frédéric Christophe d'Houdetot                | 1813         | 1814         |

## Generaal-gouvernement(1814-1815)
Tussen 1814-1815 stond er voorlopig een intendant aan het hoofd van het departement.
| Nr. | Intendant | Intendant                                      | Ambtstermijn  | Ambtstermijn   |
| --- | --------- | ---------------------------------------------- | ------------- | -------------- |
| 1   |           | Jacques Joseph Dominique d'Anethan (1769-1841) | februari 1814 | september 1815 |

## Verenigd Koninkrijk der Nederlanden(1815-1830)
Tussen 1815-1830 stonden er gouverneurs aan het hoofd van de Nederlandse provincie Zuid-Brabant.
| Nr.   | Gouverneur | Gouverneur                                 | Ambtstermijn | Ambtstermijn |
| ----- | ---------- | ------------------------------------------ | ------------ | ------------ |
| 1     |            | François de Mercy-Argenteau (1780-1869)    | 1815         | 1818         |
| 2     |            | Philippe d'Arschot Schoonhoven (1771-1846) | 1818         | 1823         |
| 3     |            | Leonard du Bus de Gisignies (1780-1849)    | 1823         | 1825         |
| [ 1 ] |            | Philippe Huysman d'Annecroix (1777-1848)   | 1825         | 1828         |
| 4     |            | Hyacinthe van der Fosse (1770-1834)        | 1828         | 1830         |

## Koninkrijk België(1830-heden)

### Brabant
| Nr.   | Gouverneur | Gouverneur                                    | Ambtstermijn | Ambtstermijn | Partij | Partij            |
| ----- | ---------- | --------------------------------------------- | ------------ | ------------ | ------ | ----------------- |
| [ 1 ] |            | Pierre Van Meenen                             | 1830         | 1830         |        | Liberalen         |
| 1     |            | Feuillien de Coppin de Falaën (1800-1887)     | 1830         | 1834         |        | Onafhankelijk     |
| 2     |            | Goswin de Stassart (1780-1854)                | 1834         | 1838         |        | Liberalen         |
| 3     |            | Guillaume de Viron (1791-1857)                | 1839         | 1845         |        | Katholieken       |
| 4     |            | Charles Liedts (1802-1878)                    | 1845         | 1852         |        | Liberalen         |
| [ 1 ] |            | Pierre Annemans (1792-1865)                   | 1852         | 1855         |        | Onbekend          |
| 4     |            | Charles Liedts (1802-1878)                    | 1855         | 1861         |        | Liberalen         |
| [ 1 ] |            | Pierre Annemans (1792-1865)                   | 1861         | 1862         |        | Onbekend          |
| 5     |            | François Dubois-Thorn (1805-1886)             | 1862         | 1883         |        | Onafhankelijk     |
| 6     |            | Theodore Heyvaert (1834-1907)                 | 1883         | 1884         |        | Liberale Partij   |
| 7     |            | Auguste Vergote (1818-1906)                   | 1885         | 1906         |        | Liberale Partij   |
| 8     |            | Emile de Béco (1843-1928)                     | 1906         | 1928         |        | Katholieke Partij |
| [ 2 ] |            | August Friedrich Wilhelm Ludwig von Schroeder | 1914         | 1915         |        | Duitse Keizerrijk |
| [ 2 ] |            | Friedrich Hermann Anton von Hurt              | 1915         | 1918         |        | Duitse Keizerrijk |
| [ 3 ] |            | Karl Gerstein                                 | 1914         | 1916         |        | Duitse Keizerrijk |
| [ 3 ] |            | Eugen Kranzbühler                             | 1917         | 1918         |        | Duitse Keizerrijk |
| [ 3 ] |            | Oskar Freiherr von der Lancken-Wakenitz       | 1918         | 1918         |        | Duitse Keizerrijk |
| 9     |            | François-André Nens                           | 1928         | 1935         |        | Katholiek         |
| 10    |            | Albert Houtart (1887-1951)                    | 1935         | 1942         |        | Katholieke Unie   |
| [ 1 ] |            | Mathieu Croonenberghs (1904-1976)             | 1942         | 1943         |        | VNV               |
| [ 1 ] |            | Frans Wildiers (1905-1986)                    | 1943         | 1943         |        | VNV               |
| [ 1 ] |            | Adrien Gillès de Pélichy                      | 1943         | 1944         |        | REX               |
| [ 1 ] |            | Jean Herinckx (1888-1961)                     | 1944         | 1945         |        | Katholieke Unie   |
| [ 1 ] |            | Jules Hansez                                  | 1945         | 1945         |        | Liberale Partij   |
| 11    |            | Fernand Demets (1884-1952)                    | 1945         | 1951         |        | Liberale Partij   |
| 12    |            | Jean de Néeff (1909-1999)                     | 1951         | 1976         |        | PSC               |
| 13    |            | Ivan Roggen (1921-1997)                       | 1976         | 1989         |        | PRL               |
| 14    |            | André Degroeve (1931-2014)                    | 1989         | 1994         |        | PS                |

#### Vice-gouverneur
1963-1978: Leo Cappuyns
1979-1994: Aimé Van Lent (SP)

### Vlaams-Brabant
| Nr. | Gouverneur | Gouverneur               | Ambtstermijn | Ambtstermijn | Partij | Partij |
| --- | ---------- | ------------------------ | ------------ | ------------ | ------ | ------ |
| 1   |            | Lodewijk De Witte (1954) | 1995         | 2020         |        | sp.a   |
| 2   |            | Jan Spooren (1969)       | 2020         | heden        |        | N-VA   |

#### Adjunct van de gouverneur van Vlaams-Brabant
| Nr. | Adjunct                       | Ambtstermijn | Ambtstermijn | Partij | Partij |
| --- | ----------------------------- | ------------ | ------------ | ------ | ------ |
| 1   | Guy Desolre (1939-2016)       | 1995         | 2005         |        | PS     |
| 2   | Valérie Flohimont (fr) (1972) | 2005         | 2021         |        | PS     |
| 2   | Fabienne Walravens            | 2021         | heden        |        |        |

### Waals-Brabant
| Nr. | Gouverneur | Gouverneur                | Ambtstermijn | Ambtstermijn | Partij | Partij |
| --- | ---------- | ------------------------- | ------------ | ------------ | ------ | ------ |
| 1   |            | Valmy Féaux (1933)        | 1995         | 2000         |        | PS     |
| 2   |            | Emmanuel Hendrickx (1940) | 2000         | 2006         |        | MR     |
| 3   |            | Marie-José Laloy (1950)   | 2007         | 2015         |        | PS     |
| 4   |            | Gilles Mahieu (1964)      | 2015         | heden        |        | PS     |

### Administratief arrondissement Brussel-Hoofdstad

#### Gouverneur
| Gouverneur                   | partij | ambtstermijn |
| ---------------------------- | ------ | ------------ |
| André Degroeve               | PS     | 1995 - 1998  |
| Raymonde Dury                | PS     | 1998         |
| Véronique Paulus de Châtelet |        | 1998 - 2008  |
| Hugo Nys (°1946)             | CD&V   | 2009 - 2010  |
| Jean Clément (°1950)         | MR     | 2010 - 2014  |

#### Hoge Ambtenaar
| Hoge Ambtenaar       | partij | ambtstermijn |
| -------------------- | ------ | ------------ |
| Jean Clément (°1950) | MR     | 2014 - 2016  |
| Viviane Scholliers   | CdH    | 2016 - 2021  |
| Yves Bastaerts       |        | 2021         |
| Sophie Lavaux        |        | 2021 - heden |

#### Vice-Gouverneur
| Vicegouverneur       | partij | ambtstermijn |
| -------------------- | ------ | ------------ |
| Hugo Nys (°1946)     | CD&V   | 1995 - 2010  |
| Jean Clément (°1950) | MR     | 2010 - 2012  |
| Jozef Ostyn (°1966)  | CD&V   | 2012 - heden |